# Сен-Приест-ан-Мюра
Сен-Прие́ст-ан-Мюра́ (фр. Saint-Priest-en-Murat) — коммуна во Франции, находится в регионе Овернь — Рона — Альпы. Департамент коммуны — Алье. Входит в состав кантона Монмаро. Округ коммуны — Монлюсон.
Код INSEE коммуны — 03256.

## Население
Население коммуны на 2008 год составляло 243 человека.
| 1962 | 1968 | 1975 | 1982 | 1990 | 1999 | 2008 |
| ---- | ---- | ---- | ---- | ---- | ---- | ---- |
| 369  | 413  | 321  | 268  | 243  | 231  | 243  |

## Экономика
В 2007 году среди 159 человек в трудоспособном возрасте (15—64 лет) 109 были экономически активными, 50 — неактивными (показатель активности — 68,6 %, в 1999 году было 68,8 %). Из 109 активных работали 93 человека (59 мужчин и 34 женщины), безработных было 16 (6 мужчин и 10 женщин). Среди 50 неактивных 21 человек были учениками или студентами, 9 — пенсионерами, 20 были неактивными по другим причинам.

## Достопримечательности
- Церковь Сен-Приест XII, XIV и XV веков. Исторический памятник с 26 ноября 1968 года
- Дома XVI и XVII веков